# Bonaparte
Bonaparte (izvorno Buonaparte) bila je europska vladarska kuća talijanskih korijena, koju je činila obitelj Napoleona I. Bonapartea, Korzikanca koji je 10. studenog 1799. godine izabran za prvog konzula Francuske, uz pomoć svoga brata, Luciena Bonapartea, predsjednika Vijeća petstotina u Saint-Cloudu (predgrađe Pariza).
Napoleon I. bio je okrunjeni francuski cara između 1804. i 1815. Članovi obitelji Bonaparte također su kao kraljevi vladali Španjolskom, Nizozemskom, Napuljskim kraljevstvom, Vestfalijom.
Pristaše vladavine obitelji Bonaparte, koja je vladala velikim dijelom Europe početkom 19. stoljeća, nazivali su bonapartisti.

## Obiteljska povijest

### Podrijetlo obitelji
Obitelj, prvotno poznata kao Buonaparte, bila je dio talijanskog nižeg plemstva. Izvorno potječe iz Toskane i lombardskih je korijena, a bila je smještena u Lunigiani, talijanskoj povijesnoj regiji podno Apenina. Od tamo se prije 1100. godine preselila u Firencu, gdje se u 13. stoljeću podijelila na dvije loze: Buonaparte-Sarzana i Bounaparte-San Miniato. Pripadnik prvog ogranka obitelji Francesco Buonaparte preselio se sredinom 16. stoljeća na otok Korziku, koja je tada bila đenovski posjed. Članovi obitelji zauzimali su istaknute položaje u gradskom vijeću, a 1771. godine, francuski kralj Luj XV. (1715. – 1774.) potvrdio im je plemićke privilegije.

### Uspon obitelji za vladavine Napoleona I.
Za vrijeme i nakon Francuske revolucije, istaknuo se mladi francuski general Napoleon Buonaparte, rođen na otoku Korzici u obitelji Carla i Marije Letizije Ramolino. Imao je četvero braće i tri sestre te je tijekom svoje vladavine i dominacije u Europi, svakom od njih osigurao prijestolje i vlast, time šireći politički utjecaj svoje dinastije. Tako su članovi obitelji Bonaparte za kraće vrijeme zavladali kraljevstvima koje je u svom osvajačkom pohodu zapadnom Europom osvojio Napoleon I. On je najprije postavio svog brata Josepha Bonapartea (1768. – 1844.) za napuljskog kralja (1806. – 1808.), a nedugo potom postavio ga je za kralja Španjolske (1808. – 1813.). Svog trećeg brata Luja (1778. – 1846.) postavio je za kralja Nizozemske (1806. – 1810.), ali ga je prisilio na abdikaciju nakon što ovaj nije uspio podrediti nizozemske interese francuskim, dok je najmlađeg brata Jérômea Bonapartea (1784. – 1860.) postavio za kralja Vestfalije, malene regije u današnjoj sjevernoj Njemačkoj. Istodobno, Napoleon je postavio svoju sestru Mariju Annu, zvanu Élisa (1777. – 1820.) za kneginju Lucce i Piombina, a potom i za veliku vojvotkinju Toskane (1809. – 1815.). Drugu sestru Mariju Paulette, zvanu Pauline (1780. – 1825.) imenovao je 1806. godine vojvotkinjom od Guastalle, dok je treću sestru Mariju Annonciade, zvanu Caroline (1782. – 1839.) udao za svog generala Joachima Murata, koji je 1809. godine postao kraljem Napulja.
Napoleonov sin, Napoleon François Charles Joseph (1811. – 1832.), po rođenju je bio proglašen za kralja Rima (1811. – 1814.), a kasnije su ga bonapartisti nazvali Napoleonom II., iako nikad nije postao carem. Poslije Napoleonova pada 1814. godine, i članovi njegove obitelji izgubili su prijestolja zemalja kojima su vladali pod njegovim pokroviteljstvom. Obitelj je ponovno stekla značajniji politički utjecaj u Francuskoj tek za vrijeme Druge republike i Drugog Carstva, kada je Charles Louis Napoleon Bonaparte (1808. – 1873.), sin Luja Bonapartea, postao predsjednik Republike između 1848. i 1852. godine, a zatim i car francuskog Drugog Carstva između 1852. i 1870. godine pod imenom Napoleon III. Slom Drugog Francuskog Carstva 1870. godine, doveo je do novog pada moći obitelji Bonaparte. Sin i nasljednik Napoleona III., Napoleon IV. Eugène (1856. – 1879.), koji je nosio titulu carskog princa, poginuo je u borbi protiv Zulu ratnika u južnoj Africi. Njegovom smrću prestao je politički utjecaj dinastije Bonaparte u Francuskoj i šire.

### Potomci obitelji od druge polovine 19. stoljeća do danas
Obiteljsko nasljeđe nastavili su potomci Napoleonove braće Luciena, Luja i Jérômea. Posljednji Lucienov izravni muški potomak bio je Roland Bonaparte (1858. – 1924.), predsjednik Pariškog geografskog društva, koji je imao kći jedinicu, Marie Bonaparte (1882. – 1962.), udanu za grčkog princa, koja je bila psihoanalitičarka. Lujova grana obitelji izumrla je u muškoj liniji smrću carskog princa Eugène Bonaparte 1879. godine. Lozu obitelji Bonaparte prenijeli su u 20. stoljeće potomci Jérômea Bonapartea (1784. – 1860.), Napoleonovog najmlađeg brata, koji se dijele na dvije loze: stariju američku, koja je Napoleonovim dekretom izgubila legitimitet, a počinje s Jérômeovim najstarijim sinom Jérômeom Napoléonom (1805. – 1870.), američkim farmerom koji je imao dva sina, i mlađu legitimnu lozu, koja se nastavlja s Jérômeovim mlađim sinom Napoléonom Josephom Charlesom Paulom (1822. – 1891.).
Danas se za starješinstvo nad obitelji bore Charles Napoléon (r. 1950.) i njegov sin Jean Christophe (r. 1986.).

## Popis vladara iz obitelji Bonaparte

### Francuski carevi
- Napoleon I. (1804-1814,1815), također i Kralj Italije (1805. – 1814.)
- Napoleon II. (1815.), dodijeljena mu je titula kralja Rima, iako nikad nije vladao, bonapartisti ga nazvali Napoleonom II.
- Napoleon III. (1852. – 1870.)

### Nizozemsko kraljevstvo
- Luj I. (1806. – 1810.), također i veliki vojvoda od Berga i Celevesa (1809. – 1813.)
- Luj II. (1810.)

### Napuljsko Kraljevstvo
- Josip I. (1806. – 1808.), također i Kralj Španjolske (1808. – 1813.)
- Joachim I. (1808. – 1815.)

### Kraljevstvo Vestfalije
- Jérôme I. (1807. – 1813.)

### Kraljevina Španjolska
- Josip I. (1808. – 1813.)

### Veliko Vojvodstvo Toskana
- Elisa Bonaparte (1809. – 1814.)